# Обвальні процеси
Обвальні процеси (рос. обвальные процессы, англ. landsliding, caving, falling, нім. Absturzerscheinungen f pl, Sturzerscheinungen f pl) – гравітаційні процеси на схилах, що виявляються в обваленні частини масиву гірських порід. Відрізняються короткочасністю, при цьому швидкості зміщення досягають сотень м/с. О.п. поділяють на обвали і вивали, розуміючи під останніми випадання з крутих укосів і обривів окр. брил і каменів. За ін. класифікаціями виділяють осипи, вивали, обвали, розвали, лавини уламково-глибові і сніжно-кам’яні, каменепади.